# David Texeira
César David Texeira Torres (Salto, 27 februari 1991) is een voetballer uit Uruguay die bij voorkeur als aanvaller speelt. 

## Clubcarrière

### Defensor Sporting
David Texeira begon met voetballen bij Club Deportivo Artigas, waarna Club Nacional de Football hem oppikte. Het Argentijnse River Plate nam Texeira vervolgens over van deze laatstgenoemde club, bij River Plate brak Texeira echter niet door. Hij keerde terug naar zijn vaderland om daar voor Defensor Sporting te spelen. In zijn eerste seizoen scoorde hij zes keer in 22 wedstrijden.

### FC Groningen
Op 31 augustus maakte FC Groningen de transfer van David Texeira officieel.
Hij werd aangetrokken als opvolger van de vertrokken Sloveense spits Tim Matavž en kwam voor 1,45 miljoen euro over naar FC Groningen. Texeira tekende een driejarig contract met een optie voor nog twee jaar.
Texeira scoorde bij zijn eerste basisplaats bij de beloften. Hij maakte zijn debuut in de eredivisie op zondag 11 september 2011 in de competitiewedstrijd in en tegen sc Heerenveen (3-0 nederlaag). Hij viel in dat duel na 65 minuten in voor Petter Andersson. In de daaropvolgende wedstrijden bij het eerste elftal scoorde hij in uitwedstrijden tegen AZ en waren zijn twee doelpunten belangrijk voor de 2-3 zege tegen De Graafschap.

### FC Dallas
In het seizoen 2013/14, onder leiding van trainer-coach Erwin van de Looi, kwam Texeira nauwelijks meer aan bod bij Groningen. In februari 2014 tekende hij bij FC Dallas. Daar maakte hij op 16 maart 2014 tegen Sporting Kansas City zijn debuut. Op 13 april 2014 maakte hij tegen Seattle Sounders zijn eerste doelpunt voor Dallas. In januari 2016 ging Texeira naar het Turkse Sivasspor.

## Clubstatistieken[5]
| seizoen | club              | land             | competitie          | duels | goals |
| ------- | ----------------- | ---------------- | ------------------- | ----- | ----- |
| 2009/10 | Defensor Sporting | Uruguay          | Primera División    | 2     | 0     |
| 2010/11 | Defensor Sporting | Uruguay          | Primera División    | 17    | 6     |
| 2011/12 | Defensor Sporting | Uruguay          | Primera División    | 1     | 0     |
| 2011/12 | FC Groningen      | Nederland        | Eredivisie          | 30    | 8     |
| 2012/13 | FC Groningen      | Nederland        | Eredivisie          | 29    | 5     |
| 2013/14 | FC Groningen      | Nederland        | Eredivisie          | 3     | 1     |
| 2014    | FC Dallas         | Verenigde Staten | Major League Soccer | 19    | 4     |
| 2015    | FC Dallas         | Verenigde Staten | Major League Soccer | 22    | 6     |
| 2015/16 | Sivasspor         | Turkije          | Süper Lig           | 15    | 2     |
| 2016/17 | Vitória SC        | Portugal         | Primeira Liga       | 19    | 5     |
| 2017/18 | Vitória SC        | Portugal         | Primeira Liga       | 2     | 0     |
| 2017/18 | AEL Limassol      | Cyprus           | A Divizion          | 11    | 5     |
| 2018/19 | Moreirense FC     | Portugal         | Primeira Liga       | 17    | 4     |
| 2019/20 | Moreirense FC     | Portugal         | Primeira Liga       | 2     | 0     |
| Totaal  | Totaal            | Totaal           | Totaal              | 189   | 46    |